# 72nd Street (stacja metra na Broadway – Seventh Avenue Line)
72nd Street – stacja metra nowojorskiego, na linii 1, 2 i 3. Znajduje się w dzielnicy Manhattan, w Nowym Jorku i zlokalizowana jest pomiędzy stacjami 79th Street i 66th Street – Lincoln Center. Została otwarta 27 października 1904.